# Trimethylstibaan
Trimethylstibaan, vaak ook Trimethylstibine, is een organometaalverbinding van antimoon met de brutoformule {\displaystyle {\ce {C3H9Sb}}}. De verbinding valt daarmee binnen het studiegebied van de organoantimoonchemie. Met meer nadruk op de structuur laat deze formule zich schrijven als: {\displaystyle {\ce {Sb(CH3)3}}}.

## Synthese
Trimethylstibaan kan op verschillende manieren gerealiseerd worden:
- In een waterige oplossing uit ammoniummethylpentafluorosilicaat en antimoon(III)fluoride[2]

{\displaystyle {\ce {3 (NH4)2[CH3SiF5] + SbF3 ->[{\ce {H2O}}] Sb(CH3)3 + 3 (NH4)2SiF6}}}
- Uit dimethylzink en antimoon(III)chloride[5]

{\displaystyle {\ce {3(CH3)2Zn + 2SbCl3 -> 2(CH3)3Sb + 3ZnCl2}}}
- Reductie van trimethylantimoon(V)bromide met lithiumboorhydride of lithiumaluminiumhydride:[6]

{\displaystyle {\ce {Sb(CH3)3Br2 + 2LiBH4 -> Sb(CH3)3 + H2 + 2LiBr + 2BH3}}}
{\displaystyle {\ce {Sb(CH3)3Br2 + 2LiAlH4 -> Sb(CH3)3 + H2 + 2LiBr + 2AlH3}}}

## Eigenschappen
Trimethylstibaan is een kleurloze, makkelijk oxideerbare en pyrofore vloeistof met een knoflook-achtige geur. De mengbaarheid met ethanol en ether is goed, met water juist slecht. {\displaystyle {\ce {Sb(CH3)3}}} wordt als uitgangsstof gebruikt voor een groot aantal organometaalverbindingen.
{\displaystyle {\ce {(CH3)3Sb + Br2 -> (CH3)3SbBr2}}}
{\displaystyle {\ce {(CH3)3Sb + 2HCl -> (CH3)3SbCl2 + H2}}}
{\displaystyle {\ce {(CH3)3Sb + 2Na ->(CH3)2SbNa + CH3Na}}}
{\displaystyle {\ce {2(CH3)3Sb + O2 -> 2(CH3)3SbO}}}
{\displaystyle {\ce {(CH3)3Sb + Fe(CO)5 -> (CH3)3SbFe(CO)4 + CO}}}
{\displaystyle {\ce {2(CH3)3Sb + B2H6 -> 2(CH3)3Sb * BH3}}}
{\displaystyle {\ce {(CH3)3Sb + CH3I -> (CH3)4SbI}}}